# Göyçay (řeka)
Göyçay je řeka v Ázerbájdžánu. Je dlouhá 113 km. Povodí má rozlohu 1770 km².

## Průběh toku
Pramení na jižních svazích Velkého Kavkazu. U města Göyçay se rozděluje na mnoho ramen a průtoků. Za ústí se považuje místo, kde se vlévá hlavní rameno do řeky Karasu.

## Vodní stav
Průměrný roční průtok vody u města Göyçay činí 12,9 m³/s.

## Využití
Využívá se na zavlažování.